# William FitzGerald, II duca di Leinster
Lord William FitzGerald, II duca di Leinster (Londra, 13 marzo 1749 – Dublino, 20 ottobre 1804), è stato un nobile, politico e poeta irlandese.

## Biografia
Apparteneva ad un'antica famiglia dell'alta nobiltà irlandese e possedeva il titolo ereditario di duca di Leinster, ereditato da suo padre, James FitzGerald, I duca di Leinster; la sua famiglia comunque possedeva origini antichissime e quasi mitologiche, essendo la dinastia dei FitzGerald discendente dagli antichi guerrieri celtici irlandesi del Munster e dai re gaelici Brian Boru e Dermot MacMurrough. Sua madre era Lady Emilia Mary Lennox, figlia di Charles Lennox, II duca di Richmond.
FitzGerald fu membro giovanissimo della Camera dei Comuni irlandese per il partito liberale, supportando il partito patriottico di Henry Grattan e fondò il Club Irlandese dei Whig, che risiedeva nel castello di FitzGerald presso Galway oppure a casa di Grattan a Dublino. FitzGerald fu uno dei più importanti sostenitori della causa irlandese cattolica, divenendo poi anche deputato alla Camera dei Comuni a Londra. Qui incominciò a comporre le sue prime poesie epiche in uno stato di completo abbandono politico, trovandosi irlandese, cattolico e liberale in una terra inglese e anglicana, ma riuscì a mettersi sotto la protezione di un importante politico Whig inglese, George Nugent-Temple-Greville, I marchese di Buckingham, che lo aiutò ad affermarsi come principale alfiere della causa irlandese al Parlamento di Londra.
Nel 1770 FitzGerald divenne Gran Maestro della Loggia massonica Irlandese e riuscì a far valere parte dei diritti irlandesi al Parlamento inglese, riuscendo a far fondare a Giorgio III l'Ordine di San Patrizio (del quale fu secondo insignito nella storia) in onore degli irlandesi. Inoltre FitzGerald fu fondatore dell'Accademia reale Irlandese di Dublino e investì i suoi grandi capitali alla costruzione del Canale Reale.
FitzGerald fu inoltre uno dei primi poeti irlandesi, pubblicando nel 1774 la sua prima raccolta di poesie in irlandese, molte delle quali sullo sfondo epico dell'Irlanda celtica; nel 1779 pubblicò anche un libro in inglese di carattere epico inneggiante alle antichità celtiche e medioevali irlandesi, intitolato "King Angus". Questo racconto epico riscosse molta popolarità sia tra il pubblico irlandese che tra quello inglese, e valse a FitzGerald l'Ordine del Bagno. FitzGerald fu inoltre un grande ricercatore della storia e della filologia irlandese e gaelica, pubblicando nel 1795 il libro "History and Philology of Irelandians and Gaelics".

## Matrimonio

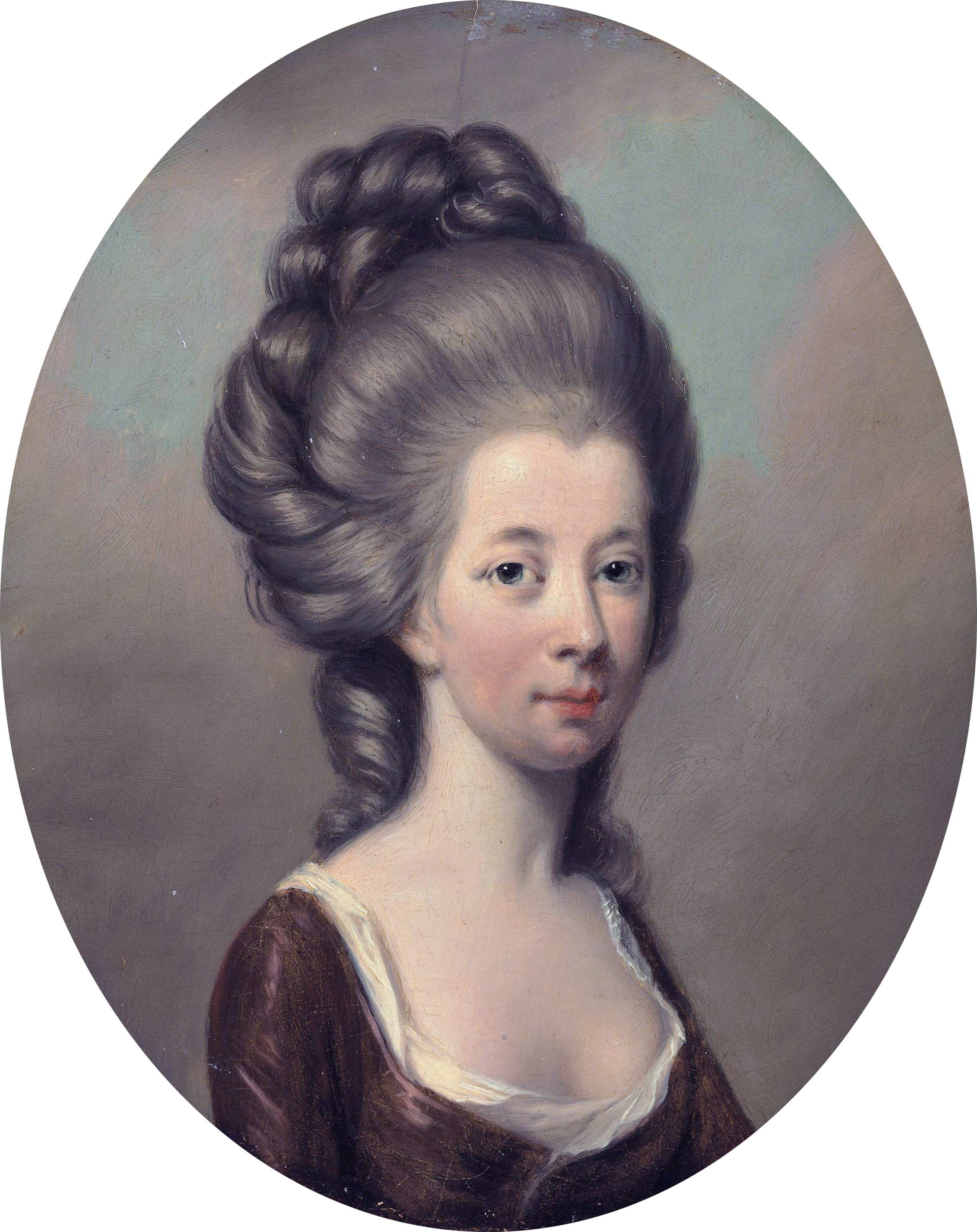
Ritratto di Emilia Olivia, duchessa di Leinster, di Hugh Douglas Hamilton.

Sposò, il 7 novembre 1775, Lady Emilia Olivia di St. George (1753-23 giugno 1798), figlia di St. George Ussher St. George, I barone Saint Georg. Ebbero nove figli:
- Lady Mary Rebecca FitzGerald (6 maggio 1777-28 settembre 1842), sposò Sir Charles Lockhart-Ross, VII Baronetto, ebbero due figlie;
- Lady Emily Elizabeth FitzGerald (13 maggio 1778-9 febbraio 1856), sposò John Straffan, ebbero quattro figli;
- George FitzGerald, marchese di Kildare (20 giugno 1783-10 febbraio 1784);
- Lady Isabella FitzGerald (16 luglio 1784-1868), sposò Louis de Rohan-Chabot, conte de Jarnac, ebbero tre figli;
- Lady Cecilia Olivia Geraldine Fitzgerald (3 marzo 1786-27 luglio 1863), sposò Thomas Foley, III barone Foley, ebbero otto figli;
- Lady Olivia Letitia Catherine FitzGerald (9 settembre 1787-28 febbraio 1858), sposò Charles Kinnaird, VIII barone Kinnaird, ebbero quattro figli;
- Augustus FitzGerald, III duca di Leinster (1791-1874);
- William Charles O'Brien FitzGerald (4 gennaio 1793-8 dicembre 1864);
- Lady Elizabeth FitzGerald (?-28 febbraio 1857), sposò Sir Edward Baker, I Baronetto, ebbero quattro figli.

## Ascendenza
|                                         |                                    |                                                     | Genitori                               |  |  | Nonni |  |  | Bisnonni          |  |  | Trisnonni                               |  |
|                                         |                                    |                                                     |                                        |  |  |       |  |  | Robert FitzGerald |  |  | George FitzGerald, XVI conte di Kildare |  |
|                                         |                                    |                                                     |                                        |  |  |       |  |  | Robert FitzGerald |  |  | George FitzGerald, XVI conte di Kildare |  |
|                                         |                                    | Joan Boyle                                          |                                        |  |  |       |  |  | Robert FitzGerald |  |  |                                         |  |
| Robert FitzGerald, XIX conte di Kildare |                                    |                                                     |                                        |  |  |       |  |  | Robert FitzGerald |  |  |                                         |  |
|                                         |                                    | Mary Clotworthy                                     | James Clotworthy                       |  |  |       |  |  |                   |  |  |                                         |  |
|                                         |                                    | Mary Clotworthy                                     | James Clotworthy                       |  |  |       |  |  |                   |  |  |                                         |  |
|                                         |                                    | Mary Clotworthy                                     | Mary Rowley                            |  |  |       |  |  |                   |  |  |                                         |  |
| James FitzGerald, I duca di Leinster    |                                    | Mary Clotworthy                                     |                                        |  |  |       |  |  |                   |  |  |                                         |  |
|                                         |                                    | William O'Brien, III conte di Inchiquin             | William O'Brien, II conte di Inchiquin |  |  |       |  |  |                   |  |  |                                         |  |
|                                         |                                    | William O'Brien, III conte di Inchiquin             | William O'Brien, II conte di Inchiquin |  |  |       |  |  |                   |  |  |                                         |  |
|                                         |                                    | William O'Brien, III conte di Inchiquin             | Margaret Boyle                         |  |  |       |  |  |                   |  |  |                                         |  |
| Mary O'Brien                            |                                    | William O'Brien, III conte di Inchiquin             |                                        |  |  |       |  |  |                   |  |  |                                         |  |
|                                         |                                    | Mary Villiers                                       | Edward Villiers                        |  |  |       |  |  |                   |  |  |                                         |  |
|                                         |                                    | Mary Villiers                                       | Edward Villiers                        |  |  |       |  |  |                   |  |  |                                         |  |
|                                         |                                    | Mary Villiers                                       | Frances Howard                         |  |  |       |  |  |                   |  |  |                                         |  |
| William FitzGerald, II duca di Leinster |                                    | Mary Villiers                                       |                                        |  |  |       |  |  |                   |  |  |                                         |  |
|                                         | Charles Lennox, I duca di Richmond | Charles II, re d'Inghilterra, di Scozia e d'Irlanda |                                        |  |  |       |  |  |                   |  |  |                                         |  |
|                                         | Charles Lennox, I duca di Richmond | Charles II, re d'Inghilterra, di Scozia e d'Irlanda |                                        |  |  |       |  |  |                   |  |  |                                         |  |
|                                         | Charles Lennox, I duca di Richmond | Louise Renée de Penancoët de Kérouaille             |                                        |  |  |       |  |  |                   |  |  |                                         |  |
| Charles Lennox, II duca di Richmond     | Charles Lennox, I duca di Richmond |                                                     |                                        |  |  |       |  |  |                   |  |  |                                         |  |
|                                         |                                    | Anne Brudenell                                      | Francis Brudenell, barone Brudenell    |  |  |       |  |  |                   |  |  |                                         |  |
|                                         |                                    | Anne Brudenell                                      | Francis Brudenell, barone Brudenell    |  |  |       |  |  |                   |  |  |                                         |  |
|                                         |                                    | Anne Brudenell                                      | Frances Savile                         |  |  |       |  |  |                   |  |  |                                         |  |
| Emily Lennox                            |                                    | Anne Brudenell                                      |                                        |  |  |       |  |  |                   |  |  |                                         |  |
|                                         |                                    | William Cadogan, I conte Cadogan                    | Henry Cadogan                          |  |  |       |  |  |                   |  |  |                                         |  |
|                                         |                                    | William Cadogan, I conte Cadogan                    | Henry Cadogan                          |  |  |       |  |  |                   |  |  |                                         |  |
|                                         |                                    | William Cadogan, I conte Cadogan                    | Bridget Waller                         |  |  |       |  |  |                   |  |  |                                         |  |
| Sarah Cadogan                           |                                    | William Cadogan, I conte Cadogan                    |                                        |  |  |       |  |  |                   |  |  |                                         |  |
|                                         |                                    | Margaretta Cecilia Munter                           | Jan Munter                             |  |  |       |  |  |                   |  |  |                                         |  |
|                                         |                                    | Margaretta Cecilia Munter                           | Jan Munter                             |  |  |       |  |  |                   |  |  |                                         |  |
|                                         |                                    | Margaretta Cecilia Munter                           | Margaretha Trip                        |  |  |       |  |  |                   |  |  |                                         |  |
|                                         |                                    | Margaretta Cecilia Munter                           |                                        |  |  |       |  |  |                   |  |  |                                         |  |